# Русская часовня на Вршиче

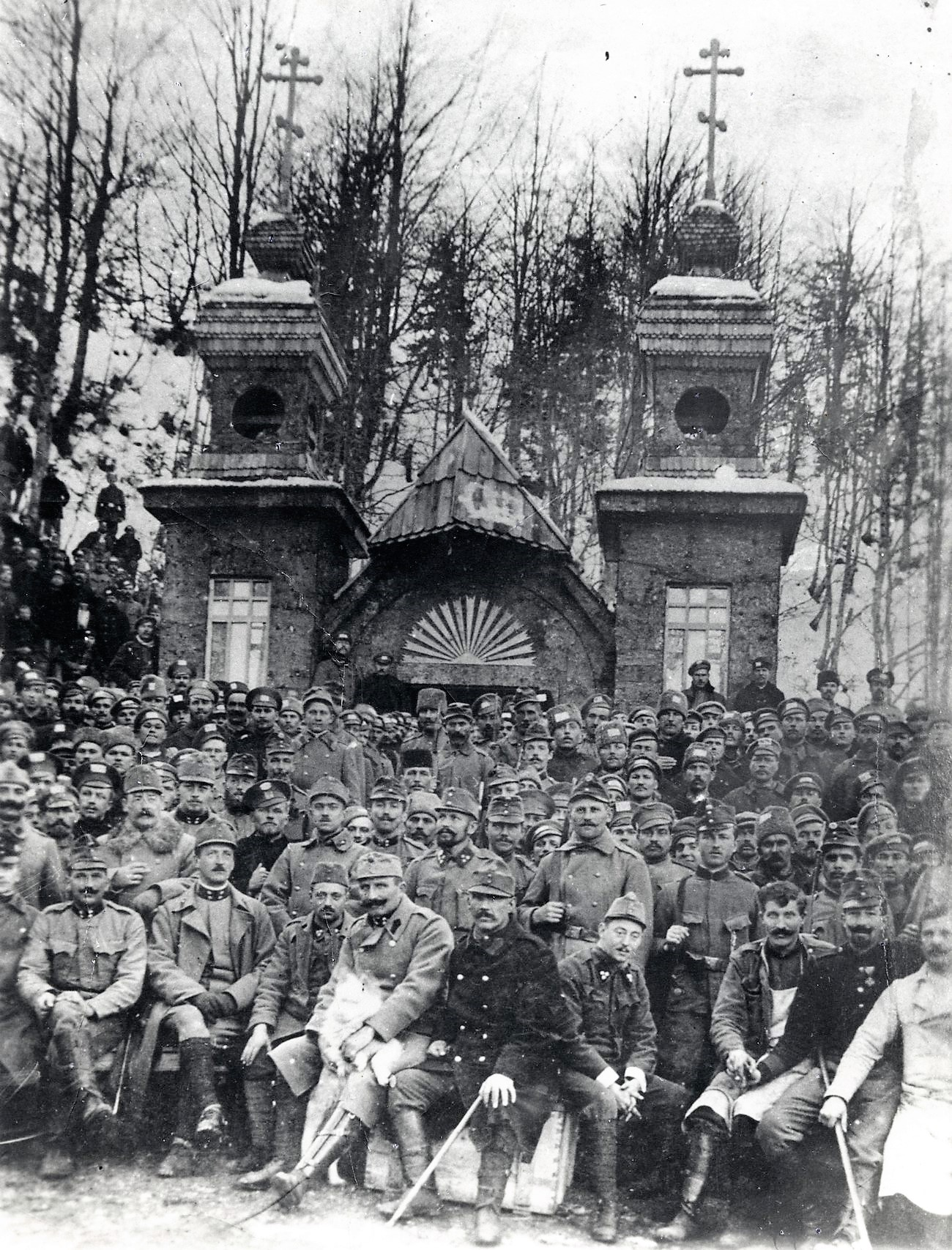
Русские воины возле часовни. 1916 год

Русская часовня на Вршиче (словен. Ruska kapela na Vršiču, Свято-Владимирская часовня, словен. Kapela sv. Vladimirja) — православная часовня в честь святого равноапостольного князя Владимира, расположенная на высокогорном перевале Вршич (словен. Vršič) на северо-западе Словении, построенная русскими военнопленными во время Первой мировой войны.
В июле 1915 года у Краньской Горы (на стыке современных границ Словении, Австрии и Италии) был организован лагерь для военнопленных, задачей которых стала постройка стратегической дороги через перевал Вршич. Большинство из них были православными русскими солдатами, так как до вступления в войну Италии Австро-Венгрия, в состав которой тогда входила Словения, воевала исключительно с Россией. В 1916—1917 годах в память о погибших 12 марта 1916 года у перевала Вршич в результате схода лавины соотечественниках, строивших дорогу через перевал, русскими военнопленными была построена деревянная часовня. Всего же с 1915 по 1917 годы за время существования австро-венгерского лагеря для русских военнопленных, чей труд использовался при строительстве стратегической дороги, соединяющей центральные районы Словении с западными, погибло не менее 10 тысяч наших соотечественников.
Часовня была отремонтирована в 2005 году, на что было затрачено €90000, и ныне является военным мемориалом и символическим связующим звеном между Словенией и Россией. Объездная дорога была переименована в «Русский путь» (словен. Ruska cesta) в июле 2006 года.
Каждый год Общество российско-словенской дружбы организует поминальную службу рядом с часовней. На церемонии также присутствуют представители российского государства, поэтому в 2015 году на церемонии присутствовал тогдашний премьер-министр России Дмитрий Медведев. Год спустя, в годовщину сотой годовщины строительства часовни, на ней присутствовал президент Российской Федерации Владимир Путин.